# Bustillo de Villafufre
Bustillo es una localidad del municipio de Villafufre (Cantabria, España). En el siglo XVIII perteneció al municipio de Vega de Carriedo junto con La Canal. Se compone de una decena de casas y está situado junto a Vega de Villafufre en el valle de Carriedo y a unos 2 Kilómetros del Ayuntamiento de Villafufre.
Partiendo de San Martín de Villafufre si se desciende hacia Vega de Villafufre, hay un desvío a la derecha que lleva a Bustillo un pequeño caserío cercano a Rasillo, con unas cuantas casas de piedra de sillería, antiguos solares de hidalgos.
Entre esas casas solar que permanecen, destaca el palacio situado en la entrada del pueblo y que presenta escudo con las armas de Miera, Ceballos, Concha y otra.
El apellido Bustillo, es toponímico de esta localidad del valle de Carriedo, fue uno de los cinco linajes medievales preeminentes del valle junto a los Arce, López-Alvarado, Gómez y Villa-Castañeda. Existieron del linaje Bustillo grandes personalidades de la nobleza que se extendieron por el Valle, por otras zonas de La Montaña, de España como Andalucía y de Indias. Entre ellos hubo varios Caballeros de distintas órdenes, como Santiago y Alcántara e incluso algunos títulos del reino como los Condes de Bustillo y los Marqueses del Castañar.
Abundó el apellido Bustillo en las localidades vecinas como Gutiérrez de Bustillo en Susvilla y en La Canal, de Bustillo-Guazo en Rasillo y en Aloños, de Bustillo en Escobedo, Pedroso, Llerana, Castañeda, Cayón y muchas localidades más. Como Bustillo Ceballos en Aloños y en Penilla de Toranzo donde tuvieron torre grande y desde donde se extendieron por el valle de Toranzo a Vargas y otras zonas especialmente los Bustillo Ceballos de los que hubo Militares, Caballeros de Santiago y el Marquesado del Castañar concedido en 1766 al marino Fernando de Bustillo y Gómez de Arce con su Palacio del Marqués del Castañar incluido.

## Personajes
D. Juan Rodríguez de Bustillo, pariente mayor de la casa del apellido Bustillo. Nacido a mediados del siglo XIV. Su hijo Nuño González de Bustillo, Sirvió al Rey Juan II en las guerras de Ariza, Almazán y Granada.
D. Francisco Miera Ceballos y Fdez. de la Concha, Señor de la casa solar en Bustillo. Nacido en 1679 casado con María Gutiérrez Bustillo. Su hijo  Fernando Antonio Miera Gutiérrez, n. 1726 en el barrio de Bustillo (Vega Carriedo) fue  Minero en Guanajuato (México) donde siguieron sus descendientes Fernando y Juan Miera Diaz-Madroñero.